# الکساندراوکا، بخش سووالکی
الکساندراوکا، بخش سووالکی (به لاتین: Aleksandrówka, Suwałki County) یک منطقهٔ مسکونی در لهستان است که در Gmina Szypliszki واقع شده‌است.